# Niassa Game Reserve
Koordinaten: 11° 50′ 1″ S, 36° 52′ 49″ O
Die Niassa Game Reserve ist ein Naturschutzgebiet in der Provinz Niassa im Norden von Mosambik.

## Beschreibung
Das Schutzgebiet umfasst 42.000 Quadratkilometer und grenzt im Norden an den Rovuma, der auch die Grenze zu Tansania bildet. Es ist Teil des 740.000 Quadratkilometer großen Selous-Niassa-Ökosystems und mit dem Selous Game Reserve in Tansania durch einen so genannten „Wildschutzkorridor“ verbunden.
Dieser Park wird im Rahmen der Gründung zum Peace Park mit dem Selos-Park zu einem grenzüberschreitenden Park entwickelt.